# Santuario dell'Amore Misericordioso
Il santuario dell'Amore Misericordioso è un luogo di culto cattolico che sorge a Collevalenza, frazione del comune di Todi, in provincia di Perugia.

## Storia
Il 18 agosto 1951, Madre Speranza di Gesù, fondatrice delle Ancelle dell'Amore misericordioso o anche nota come Speranza di Gesù Alhama Valera, si stabilì nel piccolo paese di Collevalenza, a sud-est di Todi. A Roma, solo tre giorni prima, aveva fondato i Figli dell'Amore Misericordioso, ramo maschile della sua Famiglia religiosa. Qui comprese di dover costruire nei pressi dell'abitato un santuario dedicato all'Amore misericordioso di Dio.
Il progetto del santuario venne affidato all'architetto spagnolo Julio Lafuente e la costruzione del complesso venne avviata nell'anno 1953. Nel 1965, terminata la chiesa superiore, essa venne solennemente consacrata dal cardinale Alfredo Ottaviani, mentre il resto del complesso fu concluso nel 1974.
Il 22 novembre 1981, papa Giovanni Paolo II ha visitato il santuario celebrando una messa ed elevandolo alla dignità di basilica minore. Alla morte di Speranza di Gesù Alhama Valera (8 febbraio 1983), il suo corpo è stato tumulato nella cripta della chiesa.
Dal 6 aprile 2013, vigilia della Domenica in albis, festa della Divina Misericordia, nel santuario si trova stabilmente una reliquia di Giovanni Paolo II, costituita da un frammento di tela bagnato del sangue del santo.

## Descrizione

### Arte e architettura

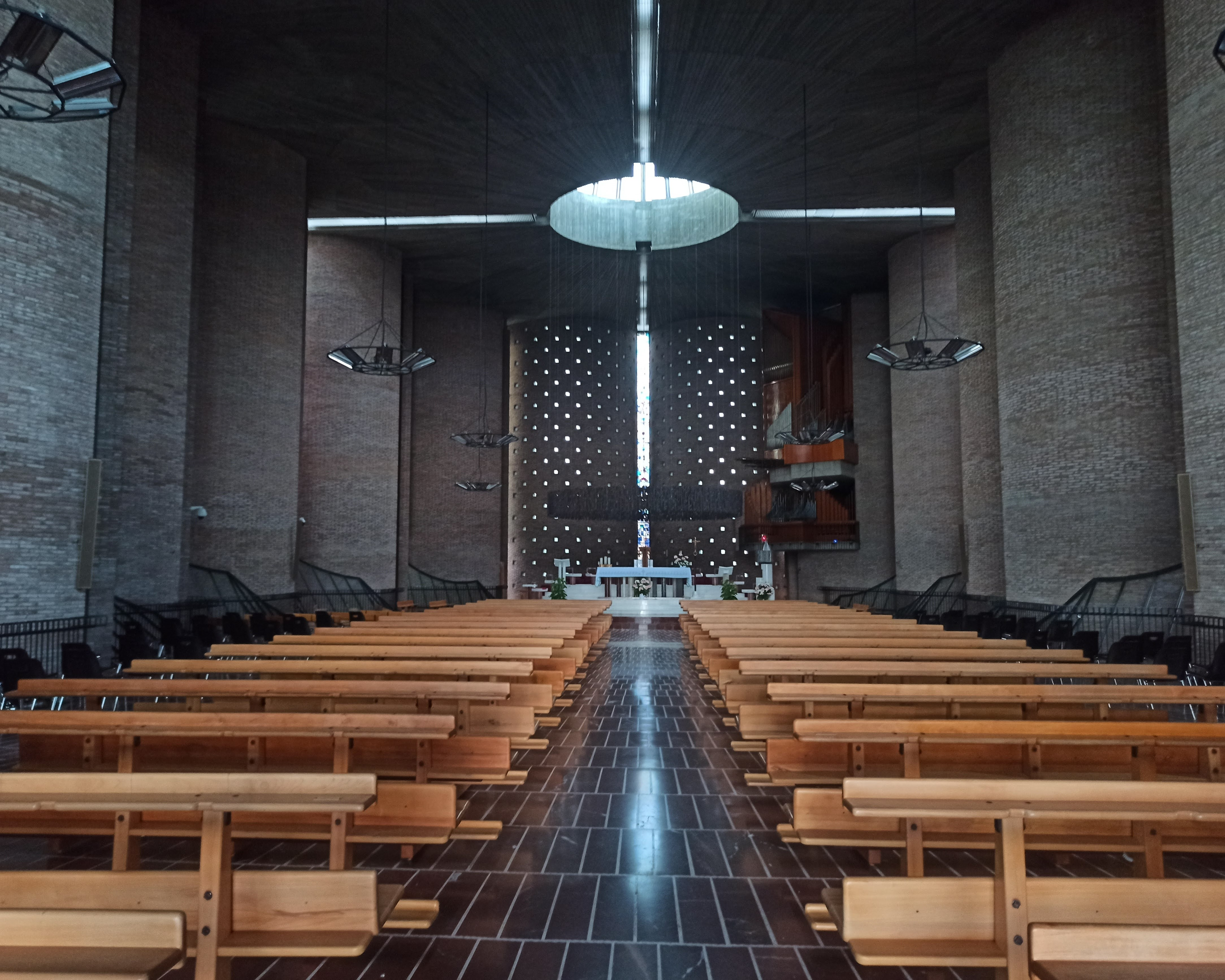
Interno della chiesa superiore

Il santuario sorge a nord-ovest del centro storico di Collevalenza, poco fuori da quest'ultimo. La basilica è preceduta da una lunga scalinata e presenta una facciata piana con la parte inferiore caratterizzata da un portico costituito da una pensilina alquanto sporgente e la parte superiore da un'ampia vetrata. Alla destra della basilica sorge l'alta torre campanaria con la parte terminale cruciforme.
L'interno della chiesa è a navata unica con sei cappelle per lato; queste ultime sono costituite da cilindri per metà inseriti all'interno della navata stessa; il paramento murario è con mattoncini a vista. La navata presenta una copertura con soffitto piano in cemento con un tiburio conico in corrispondenza del presbiterio. L'area presbiterale, rialzata di alcuni gradini rispetto al resto della chiesa, è interamente in marmo bianco ed ospita al centro l'altare maggiore con dietro la sede, a sinistra l'ambone e a destra, su una colonnina, il tabernacolo.
La cripta della basilica ricalca la struttura della chiesa superiore. Dedicata a Maria Mediatrice, ospita alle spalle dell'altare, il quale è sovrastato da una bassa cupola musiva, la tomba di Madre Speranza.
Fa parte del santuario anche la cappella dell'Amore Misericordioso, chiamata anche chiesa del crocifisso, con pianta a croce latina, caratterizzata dal soffitto in legno di larix sibirica e dal pregevole Crocifisso collocato sopra l'altare, scultura del 1930, nel quale Madre Speranza di Gesù volle sottolineare l'Amore di Gesù nei confronti degli uomini.

### Organo a canne
Alla destra del presbiterio si trova l'organo a canne Tamburini opus 531, costruito nel 1966. Venne restaurato una prima volta nel 1980, e una seconda da Alessandro Giacobazzi nel 2012-2013, e successivamente inaugurato il 9 febbraio 2013 in un concerto tenuto da Luca Di Donato (che svolse anche il ruolo di consulente per l'intervento), Stefano Pellini e dal tenore Alessandro Brustenghi, O.F.M..
Lo strumento è a trasmissione elettrica ed è disposto su due cantorie sovrapposte, senza mostra ad eccezione della cassa espressiva, ove è costituita da canne di principale. Dispone di 54 registri. La consolle, mobile indipendente, è situata a pavimento, alle spalle del presbiterio, ed ha tre tastiere di 61 note ciascuna e pedaliera concavo-radiale di 32 note.

## Galleria d'immagini

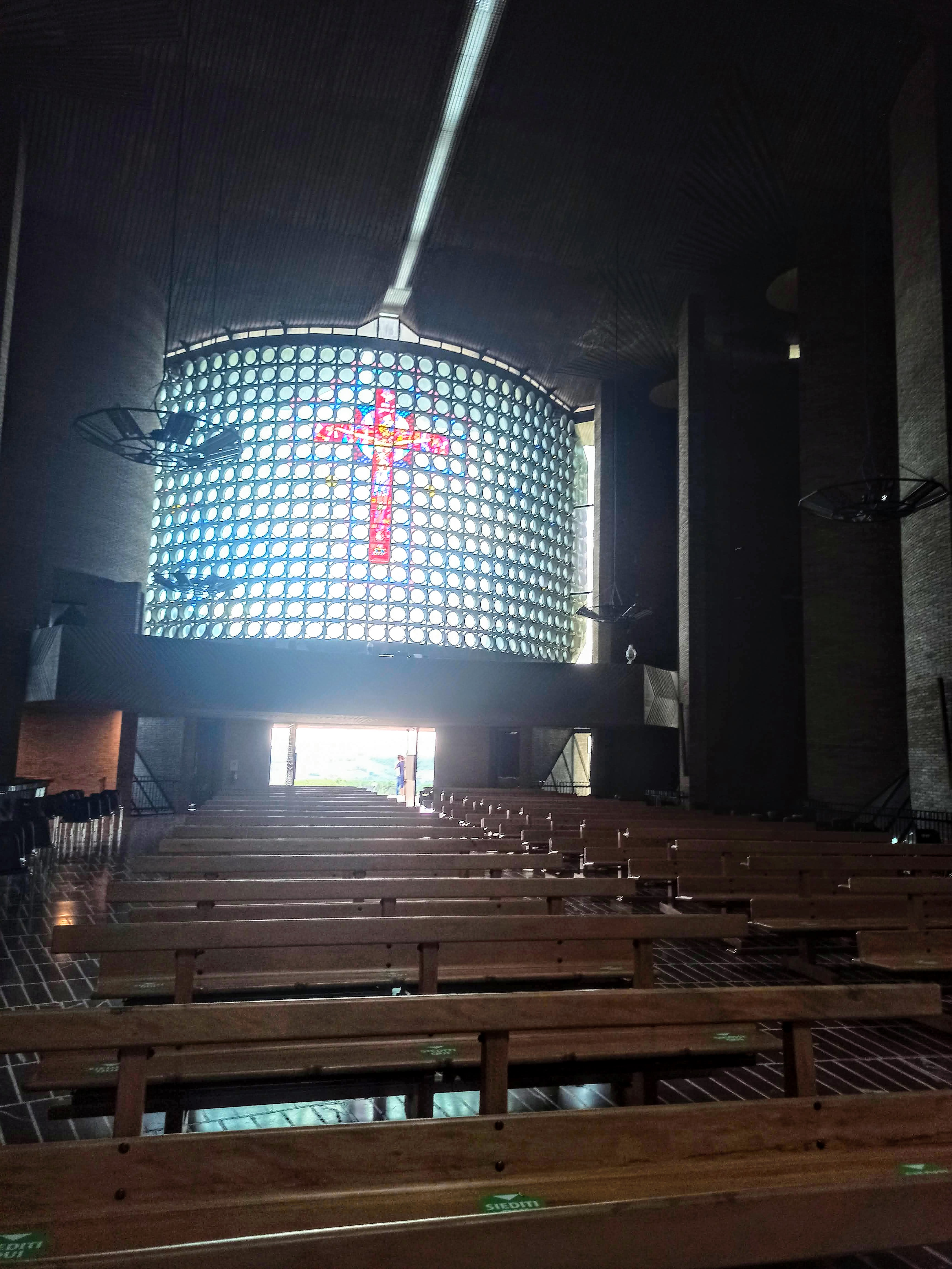
Interno verso la controfacciata
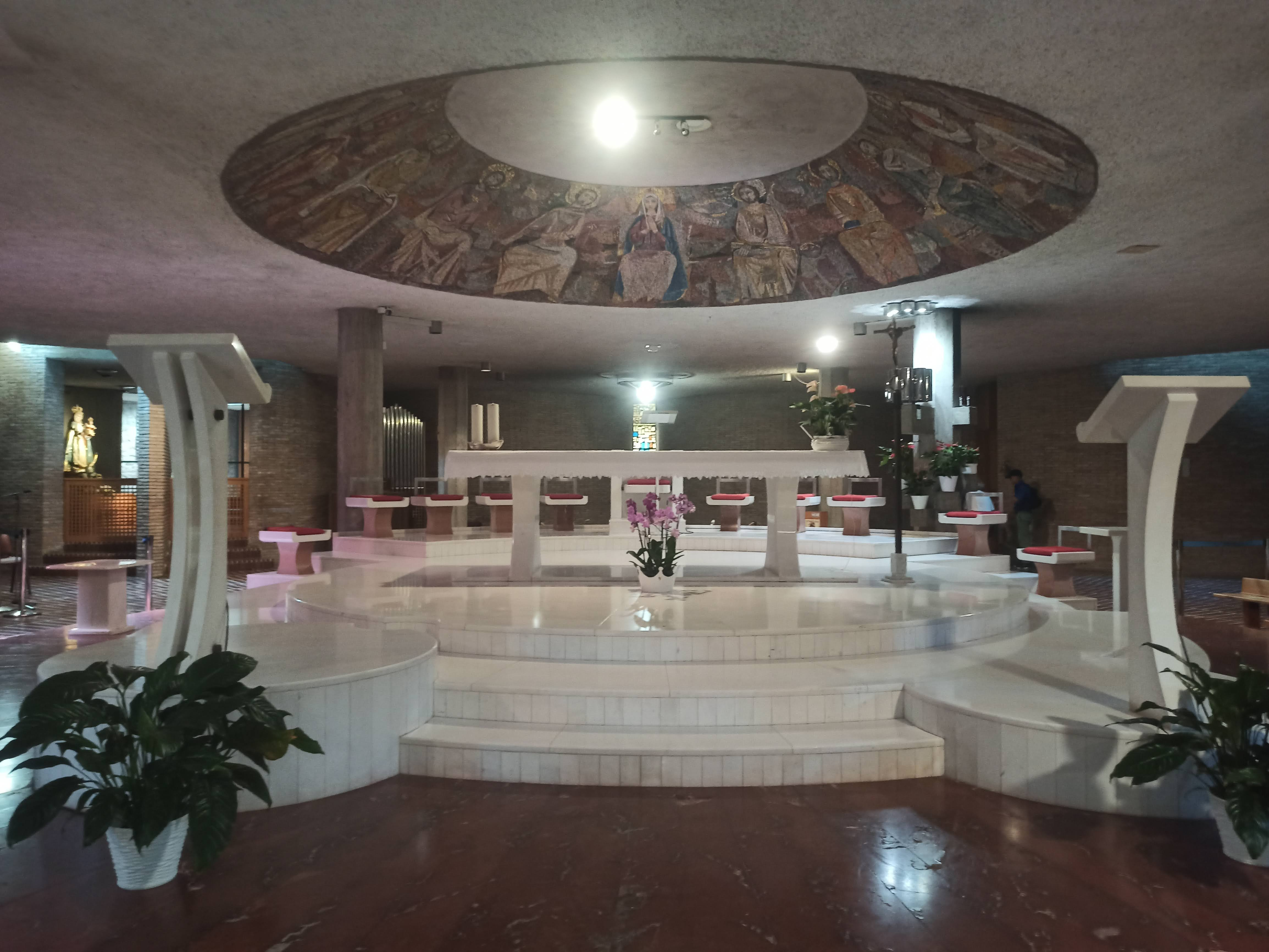
Presbiterio della cripta
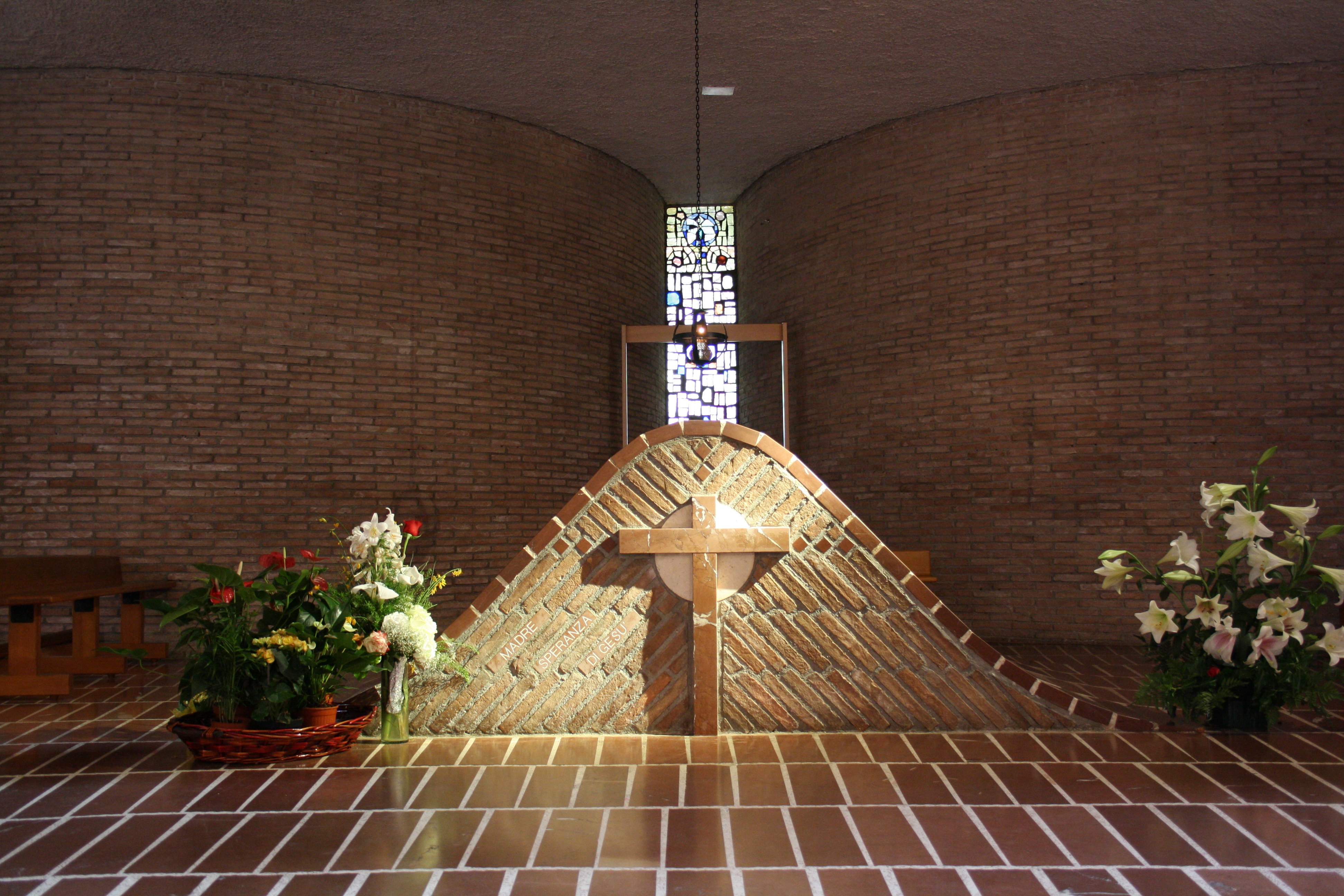
Tomba di Madre Speranza
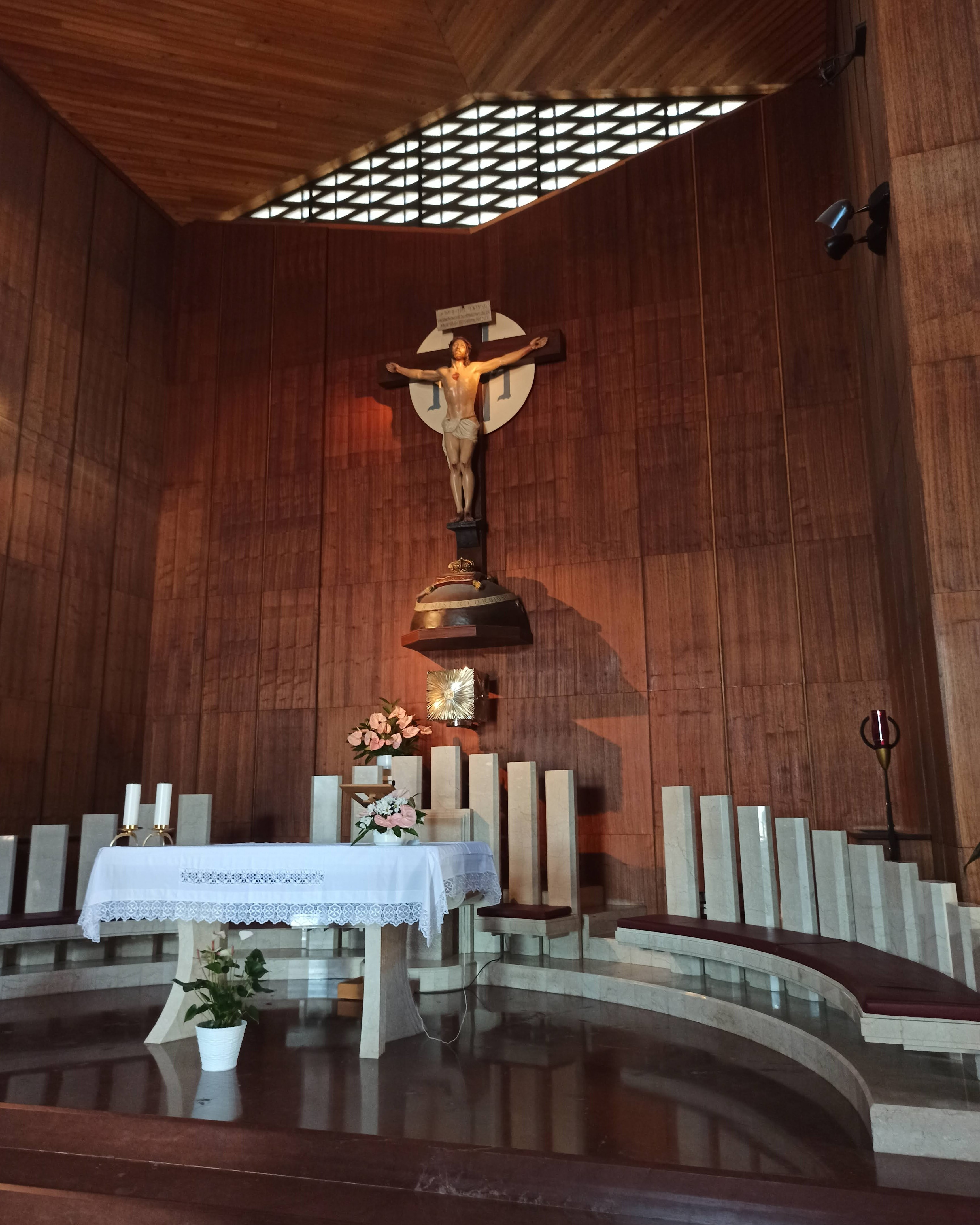
Cappella dell'Amore Misericordioso
Organo a canne